# Nuria Nono-Schoenberg
Nuria Dorothea Nono-Schoenberg (* 7. Mai 1932 in Barcelona) ist eine österreichisch-US-amerikanische Musikwissenschafterin, Tochter des Komponisten Arnold Schönberg, Witwe des Komponisten Luigi Nono und Biographin ihres Vaters.

## Leben und Wirken
Nuria Schoenberg wurde 1932 als Tochter Arnold Schönbergs und seiner zweiten Frau Gertrud (geb. Kolisch) geboren, sie hatte die Brüder Ronald (* 1937) und Lawrence (* 1941). Ein Onkel Nuria Schoenbergs war der Geiger Rudolf Kolisch.
Die  Familie floh im Mai 1933 von Berlin nach Paris, von dort nach New York City und ging 1934 nach Hollywood. 1941 erhielten Nuria und ihre Eltern die US-amerikanische Staatsbürgerschaft. Nuria Schoenberg studierte Biologie an der University of California, Los Angeles (B.Sc. 1953). 1954 lernte sie den Komponisten Luigi Nono kennen, den sie 1955 heiratete. Das Ehepaar hatte zwei Töchter, Silvia (* 1959) und Serena (* 1964).
Bereits während ihrer Studienzeit hatte sie an einer englischen Übersetzung der Gurre-Lieder ihres Vaters gearbeitet. Nach dem Tod ihrer Mutter betreute Nuria mit ihren Brüdern den Nachlass ihrer Eltern. Er wurde 1973 dem Arnold Schoenberg Institute der University of Southern California übergeben und kam 1997 ans neu gegründete Arnold Schönberg Center nach Wien. Nuria Schoenberg ist Präsidentin des Vorstands der das Schönberg Center tragenden Stiftung. Nach dem Tod Luigi Nonos gründete sie 1993 das Archivio Luigi Nono in Venedig, dessen Präsidentin sie bis heute (August 2021) ist. Unter dem Titel Arnold Schönberg 1874–1951: Eine Lebensgeschichte in Begegnungen gab sie 1992 eine erste dokumentarische Biographie über ihren Vater heraus. 2008 kuratierte sie die Multimedia-Ausstellung Arnold Schönberg – Wer ich bin im Wiener Arnold Schönberg Center.
Sie wirkte 1998 in dem Film Aprile ihres Schwiegersohns Nanni Moretti mit und trat (als sie selbst) in vier Dokumentarfilmen auf.

## Publikationen

### Herausgeberin
- Nuria Nono-Schoenberg (Hrsg.): Arnold Schoenberg Self-Portrait. A Collection of Articles Program Notes and Letters by the Composer About His Own Works. Belmont Publishers, Pacific Palisades 1988.
- Nuria Nono-Schoenberg (Hrsg.): Arnold Schönberg 1874–1951: Eine Lebensgeschichte in Begegnungen. Ritter, Klagenfurt 1992, ISBN 978-3-85415-092-3. (2. Auflage 1998).
- Arnold Schoenberg – Spielkarten, Piatnik, Wien 1981 DNB 974804266

### Mitwirkung
- Peter von Gradenwitz: Arnold Schönberg und seine Meisterschüler. Zsolnay, Wien 1998, ISBN 978-3-552-04899-7.

## Ehrungen
- Ehrenmedaille der Bundeshauptstadt Wien in Gold, 2002
- Ehrendoktor der Universität Venedig, 2007[10]
- Zu ihrem 70. Geburtstag wurde ihr eine von Anna Maria Morazzoni herausgegebene Festschrift mit Beiträgen von u. a. Konrad Oberhuber,  Klaus Kropfinger, Claudia Maurer Zenck, Massimo Cacciari und Christian Meyer gewidmet: Anna Maria Morazzoni (Hrsg.): Schoenberg & Nono: a birthday offering to Nuria. Olschki, 2002, ISBN 88-222-5169-5 (Inhaltsverzeichnis).